# Историја Мјанмара
Бурма је у својој раној историји због географског склопа била подељена на изоловане краљевине и кнежевине. Настанила су је племена која су наишла са севера висоравни Тибета. Сваки талас је потискивао претходно племе, док се најзад Чини, Мони, Аркани, Шани и Карени нису настанили у равницама и у брежуљцима југа. Експанзија Индијаца и 2. веку довела је Бурму и додир са индијском цивилизацијом. Приморје и јужна Бурма примили су индијску културу, уметност и будизам.

## Рана историја (до 9. века)

### Праисторија
Најранији археолошки докази указују на то да су културе у Бурми постојале већ 11.000 година пре нове ере. Већина назнака раног насељавања пронађена је у централној сушној зони, где се раштркана места појављују у непосредној близини реке Иравади. Анјатијан, камено доба Бурме, постојало је у време за које се сматрало да паралелно прати доњи и средњи палеолит у Европи. Неолитско или ново камено доба, када су биљке и животиње први пут припитомљене и када се појавило углачано камено оруђе, у Бурми је свједочено у три пећине смештене у близини Таунгија на рубу висоравни Шан, налази из којих су датирани на период од 10000 до 6000 година пре нове ере.
Око 1500. године п. н. е., људи у региону су претварали бакар у бронзу, узгајали пиринач и припитомљавали кокошке и свиње. Они су били међу првим људима на свету који су то учинили. До 500. године пре нове ере, насеља у којима се ковало гвожђе настала су у области јужно од данашњег Мандалеја. Бронзом украшени ковчези и гробна места испуњена остацима земљаног посуђа су ескавирани. Археолошки докази у долини Самон јужно од Мандалаја указују на насеља у којима је узгајан пиринач и која су трговала са Кином између 500. године п. н. е. и 200. године. Током гвозденог доба, археолошки докази такође из долине Самон откривају промене у начину сахрањивања на које је Индија имала велики утицај. Ове промене укључују сахрањивање одојчади у посудама у којима њихова величина приказује њихов породични статус.

## Бурма у доба Амаврахта
Амаврахта (1044—1077) је унеколико наврата ујединио мале племенске кнежевине. Унапредио је будизам, освојио Аракан и Татон, центар монске цивилизације. Паган (данас Баган), престоница Бурме, израстао је у велики град с много пагода. Амаврахт је оснивач династије која је Бурму увела у „златно доба“.

## Монголска освајања Бурме
Бурму је освојио Кублај Кан, монголси цар. Кублај је држао Паган четрнаест година (1287—1301). Доласком шанских принчева Монголи су напустили Бурму.

## Краљевине — Ава, Тангу и Пегу
Након одласка Монгола, на подручју Бурме, створиле су се нове краљевине — Ава, Тангу и Пегу.

### Тангу
Почетком 15. века Тангу је постао главна бурманска држава. Њен краљ Табиншвехти (1531—1550) био је храбар и вешт војсковођа. Освојио је Батејн, Мјаунгмја и Пегу. Затим је на северу освојио Паган. Његов наследник Бајнаунг (1550—1581) наставио је експанзију и успоставио своју власт над целом равницом, шанским државама Тенасеримом Покорио је Сијам. Добро је управљао, али за одржавање власти над оволиком територијом било је потребно ратовати сваке године. Пољопривреда је пропадала и људска снага се исцрпљивала. Када је умро, оставио је велику, али слабу државу без јединствене управе. Сијамци су 1600. ослободили своју земљу и део Тенасерима и заједно са Арканцима упали у делту и опљачкали Пегу. Краљ Талун (1629—1648) је консолидовао државу и престоницу је преместио из Пегуа у Аву где је била ван додира са спољашњим светом.